# أسماء أميرة المغرب
الأميرة للا أسماء (29 سبتمبر 1965 –) هي الابنة الثانية لملك المغرب السابق الحسن الثاني بن محمد من زوجته الثانية لطيفة حمو، وشقيقة الملك محمد السادس ملك المغرب الحالي.

## سيرتها
وُلدت الأميرة بنت الحسن الثاني في 29 سبتمبر 1965، ودرست في المدرسة الملكية في الرباط حيث حصلت على شهادة الباكالوريا، ثُم واصلت دراستها الجامعية بجامعة محمد الخامس بالرباط والتي تخرجت منها بعدما حصلت على شهادة في العلوم السياسية.
تزوجت الأميرة أسماء في 5 نوفمبر 1986 من خالد بنشنتوف ابن رجل الأعمال والسياسي المغربي الحاج بليوت بوشنتوف الذي شغل من قبل منصب عمدة مدينة الدار البيضاء في الفترة ما بين عامي 1976 و1994. أقيم حفل زفاف الأميرة أسماء وخالد بوشنتوف في مدينة مراكش أيام 6 و7 و8 يونيو 1987، وفي 25 يوليو 1988 رُزق الزوجين بمولودهما الأول يزيد، ثُم أنجبا في 29 مايو 1992 ابنتهما نهيلة، قبل أن يتم الطلاق بينهما.
تزوجت إبنتها للا نهيلة في حفل عائلي خاص بتاريخ 14 فبراير 2021 من علي حاجي، وأنجبت من هذا الزواج ابنتين هما ميساء حاجي التي ولدت في 2 ديسمبر 2021، ومرجانة حاجي التي ولدت في 9 أغسطس 2023.
دشنت الأميرة أسماء في يوليوز 2012 مسجد صاحبة السمو الملكي الأميرة للا أسماء في مدينة الرباط، والذي بني على الطراز المعماري التقليدي لمدينة الرباط حيث الأبواب المرتفعة التي تعلوها أقواس مبنية من حجر سلا، وتفتح الأبواب على قوس ثلاثي الفصوص خارسنا بالعنقود، كما تتميز باحة المسجد بأروقة مزدوجة على مستويين تدعمها أعمدة مربعة الشكل ومغطاة بتركيبة زليج من النوع الكاتياني.

## مناصبها
تشغل الأميرة أسماء منصبين:
- عضوة جمعية حماية الحيوانات المعرضة للانقراض (SPANA)
- رئيسة الجمعية المغربية للأطفال الصم والبكم.[14]

## تكريماتها

### الوطنية
- وسام العرش من الدرجة الممتازة (2013).[15]

### الدولية
- الوسام الملكي البريطاني (14 يوليو 1987).[15]
- الوسام الملكي البلجيكي (5 أكتوبر 2004).[15]
- الوسام الملكي الإسباني (14 يناير 2005).[16]

## روابط خارجية
- السيرة الذاتية للأميرة أسماء على جريدة الباييس (بالإسبانية)